# Георги Колев (юрист)
Георги Колев е български юрист. От 2010 г. е председател на Върховния административен съд (ВАС). Съпруга Нели Лукова - нотариус

## Биография
Роден е на 23 октомври 1966 г. През 1991 г. завършва Висшия институт на МВР.
От 1993 г. е стажант съдия в Софийския градски съд (СГС). В периода 1993 – 1994 г. работи като следовател в Националната следствена служба.

### Прокурор в СРП
Между 1994 и 1996 г. е младши прокурор в Софийската районна прокуратура (СРП), а по-късно (1998 – 2000 г.) заместник районен прокурор там.

### Съдия в СГС
Между 2000 и 2004 е съдия в СГС, от 2004 до 2009 негов заместник-председател, а от 2009 до 2010 – председател.

### Председател на ВАС
От 2010 г. е председател на ВАС.
През октомври 2015 г. прави предложение за обособяване на трета касационна (последноинстанционна) колегия в рамките на съда. Предложението е прието с 48 гласа „за“ и 32 гласа „против“ на пленум проведен на 19 октомври 2015 г. Според съдии от ВАС, пленумът е проведен в нарушение на закона, тъй като за неговото провеждане не са уведомени главният прокурор, председателите на административните съдилища и други съдии, председателят на Висшия адвокатски съвет и министърът на правосъдието.
Според министъра на правосъдието Христо Иванов „Създаването на трета касационна колегия във Върховния административен съд (ВАС) не решава проблема с независимостта и безпристрастността на съда, а на практика го задълбочава“. Съюзът на съдиите в България също критикува решението за създаване на трета колегия.